# 切杰尔县
切杰尔县（Jhajjar district）是印度哈里亞納邦的一個縣，位於該國北部，面積1,834平方公里，主要農產品有稻米、小麥和玉米，2001年人口880,072，人口密度每平方公里480人。
28°36′36″N 76°39′36″E / 28.61000°N 76.66000°E